# トミー・バストウ
トミー・バストウ（Tommy Bastow、1991年8月26日 - ）はイングランドの俳優・ミュージシャン。バンド「FranKo」のリードボーカル。髪は茶色、瞳は青色。
日本語が堪能である（詳細は後述）。

## 教育
独立系のシティ・オブ・ロンドン・フリーメンズ・スクールに通い、その後、クロイドンにある舞台芸術専門の州立学校ブリット・スクールに転校する。そしてドラマ・センター・ロンドンで演技学士（BA Acting）の学位を取得して卒業する（Class of 2015/2016）。

## 俳優としてのキャリア
父親と一緒に『時計じかけのオレンジ』、『パルプ・フィクション』、『アメリカン・サイコ』などの映画を観て、俳優の演技に感銘を受けたことがきっかけで俳優になりたいと思うようになる。
初めて演技に携わったのは13歳の時である。2005年以降、BTの広告に何度か出演している。
2008年には、CBBCの番組『M.I. High』のルイス・チャックワース役で2エピソードに出演し、短編映画『Londongrad』にも出演する。
2008年7月に公開された『ジョージアの日記/ゆーうつでキラキラな毎日』のデイヴ役でメジャー映画に初出演する。2008年12月には、BBC Oneのテレビシリーズ『ロビン・フッド』の1エピソードで、若き日のギズボーン卿を演じ、2009年6月6日に放送された。2009年にはクライヴ・オーウェン主演の『The Boys Are Back』にも出演する。
2010年にはスペイン・アメリカ合作のホラー映画『エクソシズム』に出演、同作はFilmaxの製作である。また、BBCスイッチのティーン向けドラマ『The Cut』にグレッグ・クランボーン役でゲスト出演。2011年には『イーストエンダーズ』にセブ・パーカー役で出演。
知的な役を演じることが多いが、2021年のアクション映画『ネバー・バックダウン/自由への反乱』で地下格闘技の選手を演じ、ムエタイの経験を活かせたことに対して喜びを語っている。
2024年のテレビシリーズ『SHOGUN 将軍』で日本語の堪能なポルトガル人司祭を演じるにあたり、濃い色のコンタクトレンズを使用している。
2024年11月27日、NHK連続テレビ小説の2025年度後期『ばけばけ』の出演者発表会見で、ヒロイン・松野トキの夫で、ラフカディオ・ハーン（小泉八雲）がモデルとなったヘブン役に、1767人（国内246人、米国1352人、英国149人、オーストラリア・ニュージーランド20人）の応募者によるオーディションの末に決まったことが発表された。オーディションを受けることになった経緯について、『SHOGUN 将軍』で共演した穂志もえかからオーディションの存在を教えてもらい、そこから制作統括の橋爪國臣のメールアドレスを入手して「自分も受けられないか」と日本語の文面で自身を売り込んだと話している。

## ミュージシャンとしてのキャリア
2005年、バンド「Blackspray」のリード・シンガーになる。
2007年10月、別のバンド「Hawkwood」のメンバー（うち2人はブリット・スクールの同窓生）と共にFranKoを結成する。
2008年、FranKoは英国で初のギグを行い、プロデューサーのジム・ロウ（ステレオフォニックス、フー・ファイターズ、マニック・ストリート・プリーチャーズ）とデビューEPをレコーディングする。その後、バンドはMTVタイランドへの出演を含むタイ・ツアーを行なう。エリオット・マイナーやMe Vs Heroともツアーを行なう。
2010年3月31日、FranKoは10曲入りのデビューアルバム「Vote FranKo」をリリースする。アルバムからのファースト・シングルは2009年9月にリリースされた「Night Time」。2011年7月、FranKoはセカンドアルバム「FranKo」をリリース。ROOM 94のサポート・ツアー（2011年7月）とデイヴ・ジャイルズとのツアー（2011年10月）を行なっている。

## 日本について
日本国内（千葉県や東京都）に半年間ホームステイした経験があり、その際には自身がのちに出演することになるNHK連続テレビ小説『ばけばけ』の同枠ドラマである『ちむどんどん』や『ブギウギ』を視聴していたと話している。
好きな日本人俳優については後述の黒澤明の映画作品に出演していた三船敏郎と答えている。

### 日本語
2024年に『SHOGUN 将軍』についてのインタビューや『ばけばけ』の出演者発表会見において、子供の頃に父親が世界中の様々な映画を見せてくれた中で黒澤明の映画に惹かれ、日本の古い映画や文化を好きになり、武士道にも魅了されるようになったことなどが契機となり、10年前くらいから趣味の一環として、日本語を独学で勉強し始め、そのまま勉強を続けていると語っている。
日本語が堪能なポルトガル人司祭を演じたテレビシリーズ『SHOGUN 将軍』のプレミアイベントでのインタビューで、自らの日本語能力について次のように述べている。
なお、『SHOGUN 将軍』については原作小説も1980年のドラマも大好きだったので、オーディションでは絶対に役を獲得したいと意気込んでいたことを明かしており、同作への出演が公になった際には自らのInstagramで日本語で書かれたメッセージを公開している。また、第三話「明日は明日」のリリースに際しては、日本語を話す動画を初めて投稿している。

## 主な出演作品
- ジョージアの日記/ゆーうつでキラキラな毎日 Angus, Thongs and Perfect Snogging（2008年） - デイヴ役
- エクソシズム La posesión de Emma Evans（2010年） - アレックス役
- THE CROSSING/未来からの漂流者 The Crossing（2018年） - マーシャル役 ※テレビシリーズ
- THE WINDOW The Window（2021年[26][注 2]） - キーラン（主人公の兄）役[29] ※日独合作テレビシリーズ
- ネバー・バックダウン/自由への反乱 Never Back Down: Revolt（2011年） - アスラン役
- SHOGUN 将軍 Shôgun（2024年） - マルティン・アルヴィト司祭役 ※テレビシリーズ
- 連続テレビ小説 ばけばけ（2025年放送予定） - ヘブン 役[30]